# Mahua Kheraganj
Mahua Kheraganj – miasto w północnych Indiach w stanie Uttarakhand, na zagórzu gór Siwalik.
Populacja miasta w 2001 roku wynosiła 8859 mieszkańców.